# Terme Borrini

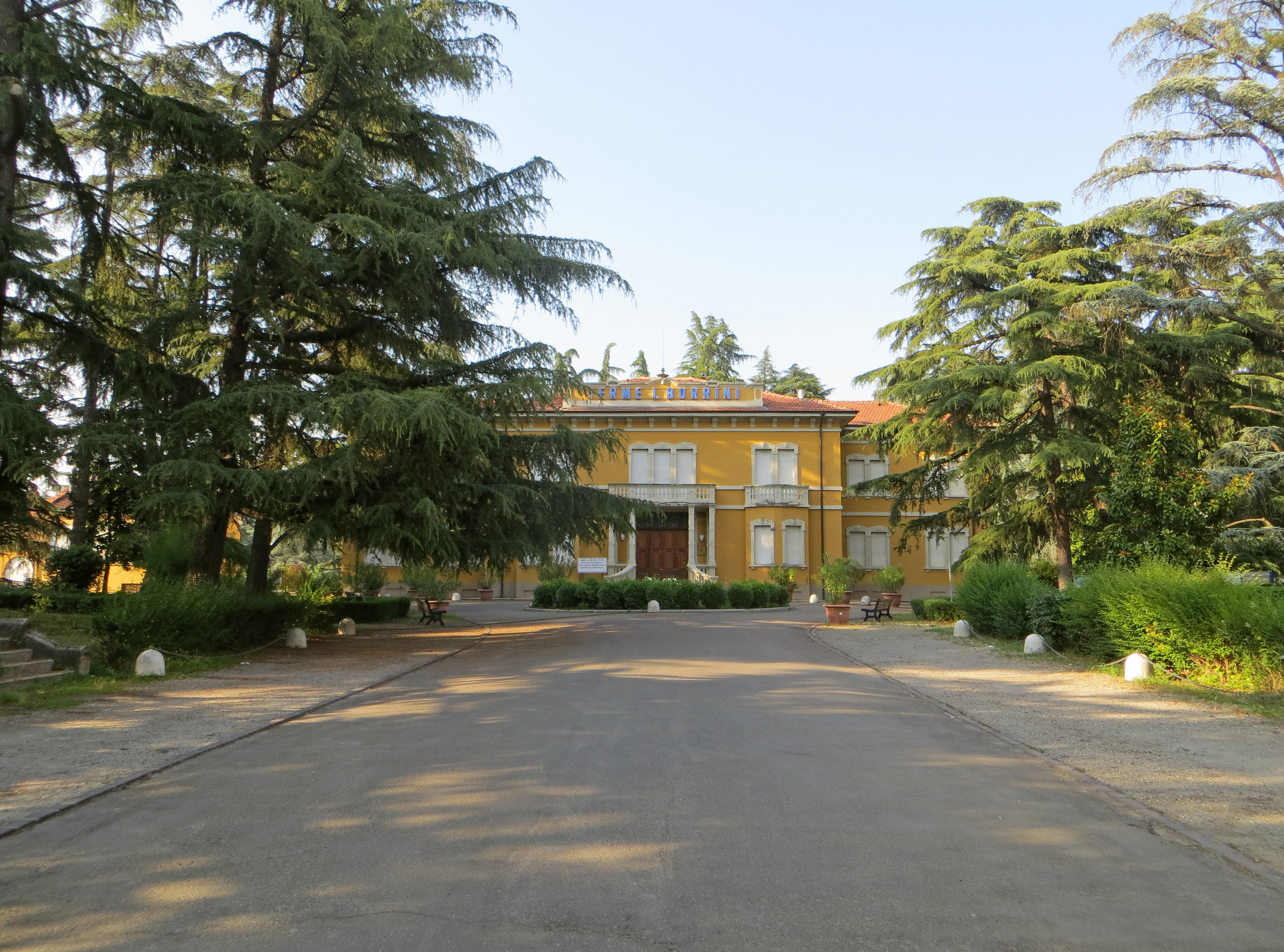
Terme Borrini in Monticelli Terme, Hauptfassade

Die Terme Borrini sind ein Jugendstilpalast aus den 1920er-Jahren in Monticelli Terme, einem Ortsteil von Montechiarugolo in der italienischen Region Emilia-Romagna. Er liegt in der Via alle Terme.

## Geschichte

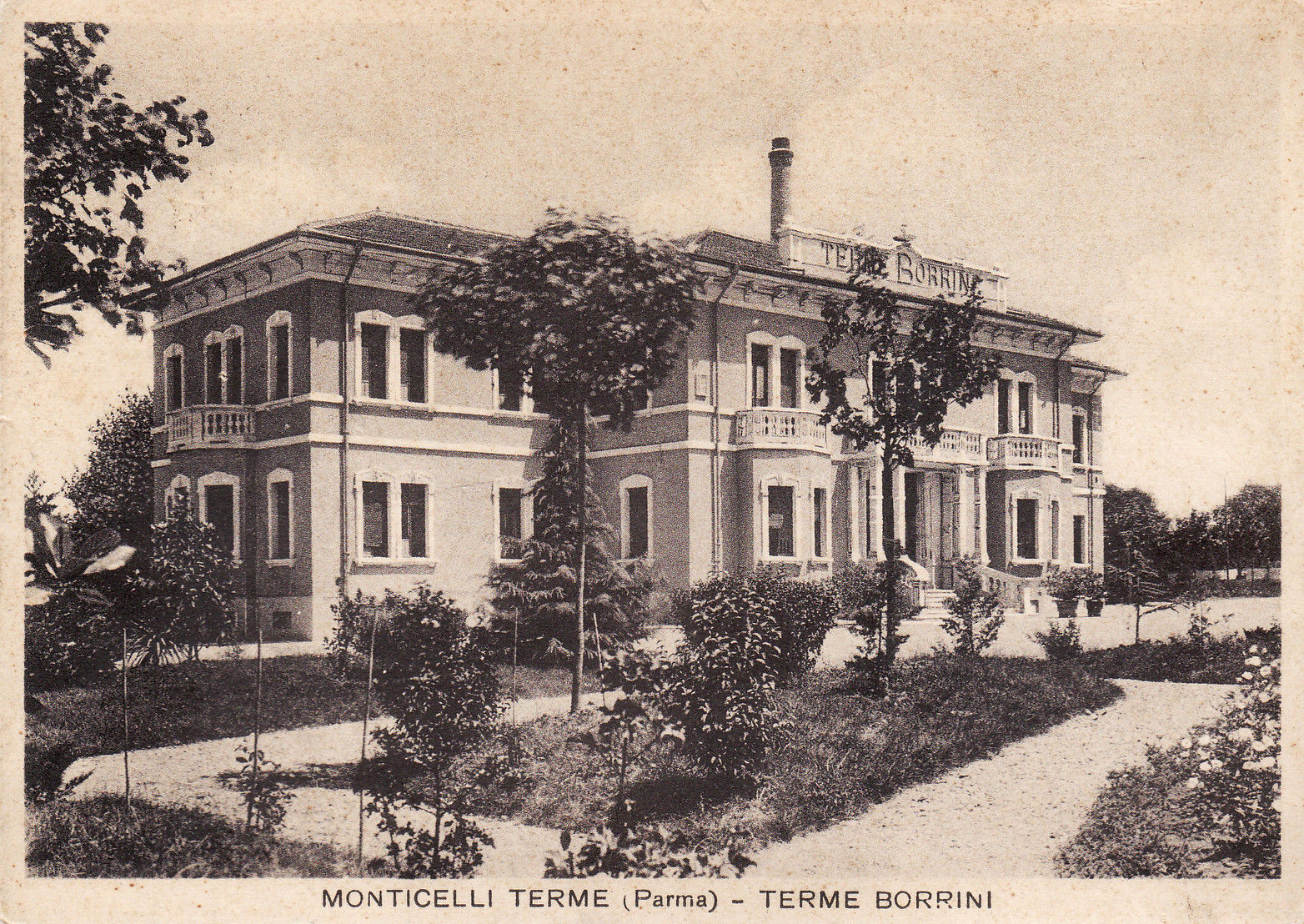
Terme Borrini im Jahre 1930

Die Thermalquellen von Monticelli wurden von Italo Borrini, Eigentümer großer Ländereien in der unteren Zone des Ortsteils, 1924 zufällig entdeckt: Beim Schlagen eines Bewässerungsbrunnens erreichte man eine Tiefe von 64 Metern und es begann, Salzwasser unter Druck aus dem Bohrloch zu strömen. Als Borrini eine entsprechende Konzession von der Regierung erhalten hatte, eröffnete er eine provisorische Thermaleinrichtung und leitete eine Forschungskampagne für neue Quellen ein. 1926 begannen darüber hinaus die Bauarbeiten an der neuen Terme Borrini, die am 15. Mai 1927 eingeweiht wurde.
Dennoch ereignete sich am 27. August desselben Jahres beim Bohren nach Methangas eine starke Explosion, bei der sich zahlreiche Arbeiten verbrannten. Achille Borrini, der Sohn der Unternehmers, lief heldenhaft den Verletzten zu Hilfe, aber er kam dabei selbst in dem Feuer um, das insgesamt den Tod von acht Personen verursachte.
Nach vielen Schwierigkeiten bekamen die Untersuchungen neuen Schwung, aber wurden erneut einige Jahre lang wegen des Zweiten Weltkrieges unterbrochen. In der Nachkriegszeit erreichte man ein Niveau von 16 aktiven Quellen, die anfangs auch zur Produktion von Jod und Brom genutzt wurden, die aber 1952 beendet wurde. Darüber hinaus wurde die Gewinnung von Methangas eingeleitet, während die Suche nach Erdöl bald aufgegeben wurde.
In derselben Zeit wurden im weitläufigen Thermalpark neben der Therme und der Villa Borrini, der mit zahlreichen Arten von Koniferen bepflanzt ist, einige Hotels errichtet, ebenso wie das Oratorium San Giulio, das Italo Borrini in Gedenken an den Tod seines Sohnes errichten ließ.
Mit der Zeit reduzierte sich die Zahl der aktiven Quellen auf sieben, von denen nur zwei genutzt werden. Daraus sprudeln zwei Arten von Wässern: Eines, das Bromsalz enthält, und eines, das Schwefel enthält. Der Salzgehalt der Bromsalzquelle entspricht etwa dem Dreifachen des Meerwassers.

## Beschreibung

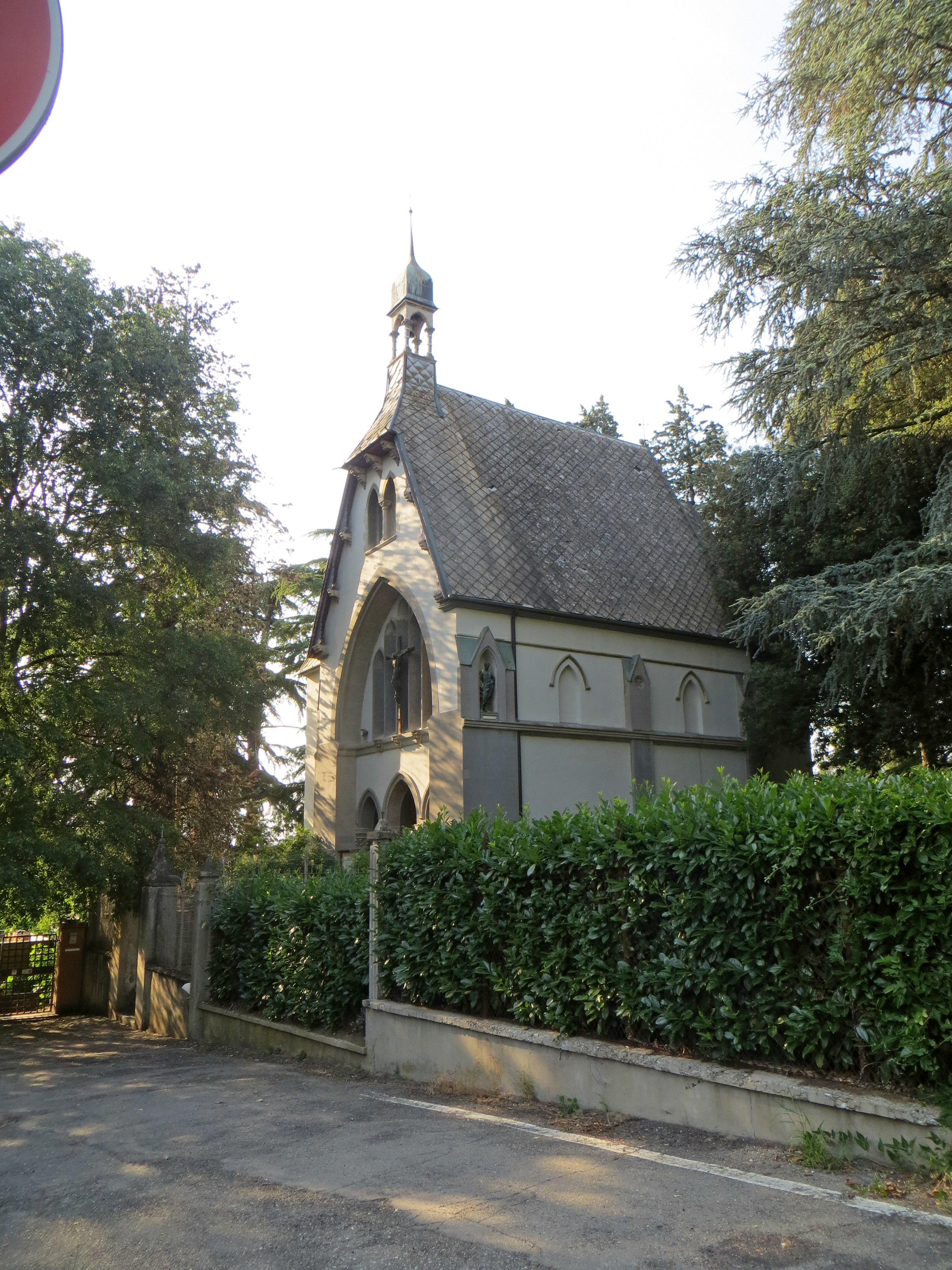
Oratorium San Giulio

Der Thermenpalast liegt im Thermenpark, der sich fast eben über eine Fläche von 25 Hektar erstreckt.

### Therme
Die Thermenanlage hat einen H-förmigen Grundriss; ihr Eingang liegt auf der Südseite und ist über Allee erreichbar.
Die symmetrische, verputzte Hauptfassade ist auf drei Baukörper aufgeteilt, von denen der mittlere hervorspringt. In der Mitte befindet sich das Eingangsportal, das über eine Treppe zugänglich ist. Davor liegt eine Vorhalle, die von vier Pilastern, die mit geometrischen Motiven verziert sind, gestützt wird. Im Obergeschoss öffnen sich in der Mitte drei benachbarte Fenstertüren, begrenzt durch Rahmen und dreieckige, verzierte Verdachungen, auf einen Balkon mit Balustrade. Auf beiden Seiten befinden sich im Erdgeschoss kantige Erker mit je zwei gerahmten Fenstern. Im Obergeschoss öffnen sich je zwei Fenstertüren nebeneinander auf die kleinen Balkone. Ganz oben gibt es neben der vorspringenden Dachtraufe einen rechteckigen Dachschmuck mit der Beschriftung „Terme Borrini“.
Auf beiden Seiten des mittleren Baukörpers liegen die zwei Flügel mit Doppelfenstern mit verzierten Rahmen. Die Seitenfassaden sich durch je einen Erker in der Mitte, analog zu denen der Hauptfassade, gekennzeichnet.

### Thermenpark
Um die Thermenanlage herum erstreckt sich der Thermenpark, durchzogen von zahlreichen Fußwegen, flankiert von Reihen von Linden und Eichen, die den Thermenpalast mit den Hotels und den Thermenbädern verbinden. Der Park ist voll von Nadelbäumen, darunter zahlreiche Libanon-Zedern und Atlas-Zedern.
Westlich des Thermenpalastes liegt das Oratorium San Giulio, das 1950 in neugotischem Stil errichtet wurde. Das Gebäude, das durch sein steiles Dach und seine Verkleidung aus Stein gekennzeichnet ist, beherbergt in seinem Inneren eine Bronzeskulptur, die von Pietro Cornerini geschaffen wurde.
Östlich des Thermenpalastes, in der Nachbarschaft der Villa Borrini, liegt schließlich ein künstlicher See.